# Isodaphne perfragilis
Isodaphne perfragilis là một loài ốc biển, là động vật thân mềm chân bụng sống ở biển trong họ Conidae.